# Орден Почёта (Османская империя)
Орден Почёта (тур. İmtiyaz Nişanı, Nişan-ı İmtiyaz) — высшая награда Османской империи, учреждённая во время правления султана Абдул-Хамида II в 1878 году. Награждения производились до 1923 года.
В описании значится как «награда за верность и храбрость». Предназначалась для награждения гражданских и военных лиц за заслуги перед Османской империей. Кроме турецких граждан, разрешалась к вручению иностранцам, так в годы Первой мировой войны были награждены несколько германских военнослужащих. Женщины не награждались.
Орден вручался самим султаном или от его имени. Особенностью было то, что награда передавалась по наследству и её не нужно было возвращать после смерти награждённого.